# Patrick Baur
Patrick Baur (Radolfzell am Bodensee, 3 maggio 1965) è un ex tennista tedesco.

## Carriera
Ottenne il suo best ranking in singolare il 22 aprile 1991 con la 74ª posizione, mentre nel doppio divenne il 1º maggio 1989, il 64º del ranking ATP.
Nel 1991 raggiunse la vittoria finale in due tornei del circuito ATP; la prima fu ottenuta al Chevrolet Classic superando in due set il brasiliano Fernando Roese mentre la seconda al Seoul Open sullo statunitense Jeff Tarango con il risultato di 6-4, 1-6, 7–6(5).
Due sono le vittorie ottenute anche in doppio, su quattro finali disputate e sempre contro coppie svedesi. In particolare nel 1988 vinse lo Swedish Open in coppia con il connazionale Udo Riglewski e l'anno successivo vinse il Tel Aviv Open in coppia con il britannico Jeremy Bates.

## Statistiche

### Tornei ATP

#### Singolare

##### Vittorie (2)
| Legenda singolare                                    |
| Grande Slam (0)                                      |
| ATP World Tour Finals (0)                            |
| ATP Super 9 / ATP Masters Series (0)                 |
| ATP Championship Series / ATP International Gold (0) |
| ATP World Series / ATP International Series (2)      |

| Numero | Data            | Torneo                     | Superficie | Avversario in finale | Punteggio        |
| 1.     | 4 febbraio 1991 | Chevrolet Classic, Guarujá | Cemento    | Fernando Roese       | 6-2, 6-3         |
| 2.     | 15 aprile 1991  | Seoul Open, Seul           | Cemento    | Jeff Tarango         | 6-4, 1-6, 7–6(5) |

#### Doppio

##### Vittorie (2)
| Legenda singolare                                    |
| Grande Slam (0)                                      |
| ATP World Tour Finals (0)                            |
| ATP Super 9 / ATP Masters Series (0)                 |
| ATP Championship Series / ATP International Gold (0) |
| ATP World Series / ATP International Series (2)      |

| Numero | Data            | Torneo                  | Superficie  | Compagno      | Avversari in finale         | Punteggio     |
| 1.     | 11 luglio 1988  | Swedish Open, Båstad    | Terra rossa | Udo Riglewski | Stefan Edberg Nicklas Kroon | 6-4, 6-4      |
| 2.     | 16 ottobre 1989 | Tel Aviv Open, Tel Aviv | Cemento     | Jeremy Bates  | Rikard Bergh Per Henricsson | 6-1, 4-6, 6-1 |

##### Sconfitte in finale (2)
| Legenda singolare                                    |
| Grande Slam (0)                                      |
| ATP World Tour Finals (0)                            |
| ATP Super 9 / ATP Masters Series (0)                 |
| ATP Championship Series / ATP International Gold (0) |
| ATP World Series / ATP International Series (2)      |

| Numero | Data            | Torneo                  | Superficie    | Compagno             | Avversari in finale           | Punteggio |
| 1.     | 10 ottobre 1988 | Tel Aviv Open, Tel Aviv | Cemento       | Alexander Mronz      | Roger Smith Paul Wekesa       | 3-6, 3-6  |
| 2.     | 19 ottobre 1992 | ATP Taipei, Taipei      | Sintetico (i) | Christo van Rensburg | John Fitzgerald Sandon Stolle | 6-7, 2-6  |

### Tornei minori

#### Singolare

##### Vittorie (4)
| Legenda tornei minori |
| Challenger (4)        |
| Futures (0)           |

| Numero | Data           | Torneo                              | Superficie  | Avversario in finale | Punteggio     |
| 1.     | 16 maggio 1987 | Schickedanz Open, Fürth             | Terra rossa | Edoardo Mazza        | 6-3, 7-5      |
| 2.     | 21 marzo 1988  | Martinique Challenger, Martinica    | Cemento     | Tom Nijssen          | 6-4, 7-5      |
| 3.     | 12 giugno 1989 | Manchester Challenger, Manchester   | Erba        | Andrew Castle        | 6-4, 6-7, 7-5 |
| 4.     | 6 luglio 1992  | West of England Challenger, Bristol | Erba        | Jamie Morgan         | 4-6, 7-6, 6-1 |

#### Doppio

##### Vittorie (4)
| Legenda tornei minori |
| Challenger (4)        |
| Futures (0)           |

| Numero | Data             | Torneo                                | Superficie    | Compagno         | Avversari in finale                 | Punteggio     |
| 1.     | 14 novembre 1988 | Valkenswaard Challenger, Valkenswaard | Sintetico (i) | Udo Riglewski    | Wojciech Kowalski Christian Saceanu | 3-6, 6-4, 6-3 |
| 2.     | 19 agosto 1996   | IPP Trophy, Ginevra                   | Terra rossa   | Jens Knippschild | George Bastl Michel Kratochvil      | 6-1, 6-1      |
| 3.     | 18 novembre 1996 | Mauritius Challenger, Mauritius       | Erba          | Joost Winnink    | Sander Groen Andrei Pavel           | 0-1, ritiro   |
| 4.     | 8 dicembre 1997  | Eilat Challenger, Eilat               | Cemento (i)   | Andrej Čerkasov  | Sander Groen Rogier Wassen          | 6-3, 7-6      |